# Национални парк Абердаре
Национални парк Абердаре је национални парк у Кенији који је основан 1950. године. Налази се 100 км северно од Најробија, главног град Кеније.

## Географија
Национални парк обухвата више делове планинских венаца вулканског порекла Абердаре на надморским висинама од 1000 до 4000 м. У Националном парку Абердаре налази се више водопада међу којима је и највиши водопад у Кенији — водопад Гуру висок 457 м. Познати су такође и водопади Каруру и Магуру.

## Историја
Национални парк Абердаре добио је статус националног парка 1950. Током Мау-Мау устанка који је допринео ослобођењу Кеније од колонијалне власти, подручје планина Абердаре било је значајно упориште устаника. Преноћишта за туристе која су била изграђена у крошњама дрвећа 1932. оштећена су током устанка и реновирана 1957. године

## Фауна
Парк има велику и разнолику популацију дивљих животиња. Неке од пописаних врста у парку су афрички биво, црни носорог, слон, леопард, лав, пегава хијена, џиновска шумска свиња, маслинасти павијан и бели и црни колобус.